# Kap Beale
Das Kap Beale ist eine steile Klippe an der Südostseite von Borradaile Island in der Gruppe der ostantarktischen Balleny-Inseln.
Entdeckt wurden die Balleny-Inseln im Februar 1839 vom britischen Seefahrer John Balleny. Benannt ist das Kap nach William Beale, neben Charles Enderby (1798–1876) einer von insgesamt sieben britischen Kaufleuten, welche Ballenys Antarktisexpedition (1838–1839) finanzierten.